# Latin American Poker Tour (3.ª temporada)
A terceira temporada do Latin American Poker Tour foi disputada nos anos de 2009 e 2010 com cinco eventos nas cidades de Praia Conchal (Costa Rica), Punta del Este (Uruguai), Lima (Peru), Florianópolis (Brasil) e o Grand Finale em Rosário (Argentina). Além de ter o evento de Viña del Mar (Chile) cancelado por causa do Sismo do Chile de 2010.

## Resultados

### LAPTPlaya Conchal
- Cassino: Paradisus Playa Conchal Casino & Resort
- Buy-in: $2,700
- Duração: 19 de novembro de 2009 (quinta-feira) a 22 de novembro de 2009 (domingo)
- Número de buy-ins: 259
- Premiação total: $628,075
- Número de premiados: 40
- Mão vencedora: 10♦ 7♥
- Resultado Oficial: The Hendom Mob

| Mesa final | Mesa final               | Mesa final |
| Pos.       | Nome                     | Prêmio     |
| ---------- | ------------------------ | ---------- |
| 1º         | Amer Sulaiman            | $172,095   |
| 2º         | Sol Bergren              | $100,492   |
| 3º         | Rogelio Pardo            | $61,551    |
| 4º         | Eric Levesque            | $45,221    |
| 5º         | Francis-Nicolas Bouchard | $32,660    |
| 6º         | Darren Keyes             | $26,380    |
| 7º         | Carlos Giron             | $20,098    |
| 8º         | Patrick De Koster        | $13,818    |

### LAPTPunta del Este
- Cassino: Mantra Resort Spa Casino
- Buy-in: $3,700
- Duração: 24 de fevereiro de 2010 (quarta-feira) à 27 de fevereiro de 2010 (sábado)
- Número de buy-ins: 307
- Premiação total: $1,042,260
- Número de premiados: 48
- Mão vencedora: 8♠ 7♠
- Resultado Oficial: The Hendom Mob

| Mesa final | Mesa final             | Mesa final |
| Pos.       | Nome                   | Prêmio     |
| ---------- | ---------------------- | ---------- |
| 1º         | Jose Ignacio Barbero   | $279,330   |
| 2º         | Nicolas Cardyn         | $161,550   |
| 3º         | Andres Korn            | $99,020    |
| 4º         | Norbert Ludger         | $72,960    |
| 5º         | Daniela Zapiello       | $52,110    |
| 6º         | Marco Caicedo          | $41,690    |
| 7º         | Bernardo "Bedias" Dias | $31,270    |
| 8º         | Roman Suarez           | $20,850    |
| 9º         | Ernesto Panno          | $14,590    |

### LAPTViña del Mar
- Cassino: Enjoy Viña del Mar Casino & Resort
- Buy-in: $2,700
- Previsão: 20 de março de 2010 (sábado) a 23 de março de 2010 (terça-feira)
- Nota: O torneio foi cancelado[3] por causa do Sismo do Chile de 2010 que ocorreu no dia 27 de fevereiro de 2010 atingindo uma magnitude de 8,8[4] na escala de magnitude de momento e durando três minutos.[5]

### LAPTLima
- Cassino: Atlantic City Casino
- Buy-in: $2,700
- Duração: 2 de junho de 2010 (quinta-feira) a 5 de junho de 2010 (domingo)
- Número de buy-ins: 384
- Premiação total: $931,200
- Número de premiados: 48
- Mão vencedora: A♠ 10♣
- Resultado Oficial: The Hendom Mob

| Mesa final | Mesa final                      | Mesa final |
| Pos.       | Nome                            | Prêmio     |
| ---------- | ------------------------------- | ---------- |
| 1º         | Jose Ignacio Barbero            | $250,000   |
| 2º         | Ben Barrows                     | $144,000   |
| 3º         | Erick Cabrera                   | $88,400    |
| 4º         | Ismael Cadiz                    | $65,100    |
| 5º         | Silvio Ferreira Martins         | $46,500    |
| 6º         | Rene Patricio Aguilar Gutierrez | $37,300    |
| 7º         | Carlos Augusto Perez Herrera    | $28,000    |
| 8º         | Valerio Varela                  | $18,600    |

### LAPTFlorianopolis
- Cassino: Costão do Santinho SPA & Resort
- Buy-in: R$5,000 (approx. $2,700)
- Duração: 5 de agosto de 2010 (quinta-feira) a 8 de agosto de 2010 (domingo)
- Número de buy-ins: 364
- Premiação total: R$1,624,200 ($925,544*)
- Número de premiados: 48
- Mão vencedora: A♣ 10♣
- Resultado Oficial: The Hendom Mob

| Mesa final | Mesa final                    | Mesa final             |
| Pos.       | Nome                          | Prêmio                 |
| ---------- | ----------------------------- | ---------------------- |
| 1º         | Matthias Habernig             | R$ 435,000 ($247,883*) |
| 2º         | Dayan Vardanega               | R$ 251,700 ($143,430*) |
| 3º         | Alexandre Richard Martins     | R$ 154,000 ($87,283*)  |
| 4º         | Miguel Fernando Velasco Hoyos | R$ 113,700 ($64,792*)  |
| 5º         | Robson Vinicious Kozan        | R$ 81,300 ($46,328*)   |
| 6º         | Andre Luiz Scaff              | R$ 65,000 ($37,040*)   |
| 7º         | Rodrigo M Scartezini          | R$ 48,700 ($27,751*)   |
| 8º         | Rudy Blondeau                 | R$ 32,480 ($18,509*)   |

- Exchange rate 05/08/2010: U$S 1,00 = R$ 1.75486

### LAPT Grand FinaleRosario
- Cassino: City Center Rosario Casino
- Buy-in: 5000 USD
- Duração: 22 de setembro de 2010 (quarta-feira) a 26 de setembro de 2010 (domingo)
- Número de buy-ins: 258
- Premiação total: $1,176,200
- Número de premiados: 40
- Mão vencedora: A♣ K♣
- Resultado Oficial: The Hendom Mob

| Mesa final | Mesa final        | Mesa final |
| Pos.       | Nome              | Prêmio     |
| ---------- | ----------------- | ---------- |
| 1º         | Martin Sansour    | $322,280   |
| 2º         | Bolivar Palacios  | $188,200   |
| 3º         | Daniel Ades       | $115,270   |
| 4º         | William Ross      | $84,690    |
| 5º         | Roberto Bianchi   | $61,160    |
| 6º         | Matthias Habernig | $49,400    |
| 7º         | Ivan Saul         | $37,640    |
| 8º         | Nico Fierro       | $25,880    |